# Jardin botanique de l'université d'Oslo
Le jardin botanique de l'Université d'Oslo est un jardin botanique situé à Oslo dans le quartier de Tøyen.

## Historique
Le jardin se situe dans l'ancien domaine de Tøyen. En 1812, le maire d'Oslo, Johan Laus Bull, vendit le domaine au roi Frédéric VI qui en fit don à l'université de Christiana. Les travaux du jardin botanique commencèrent en 1814.
À l'origine d'une taille de 7,5 hectares, la taille du jardin a depuis doublé.

## Description
Le jardin abrite près de 7 500 espèces de plantes dont plusieurs espèces rares.

## Images

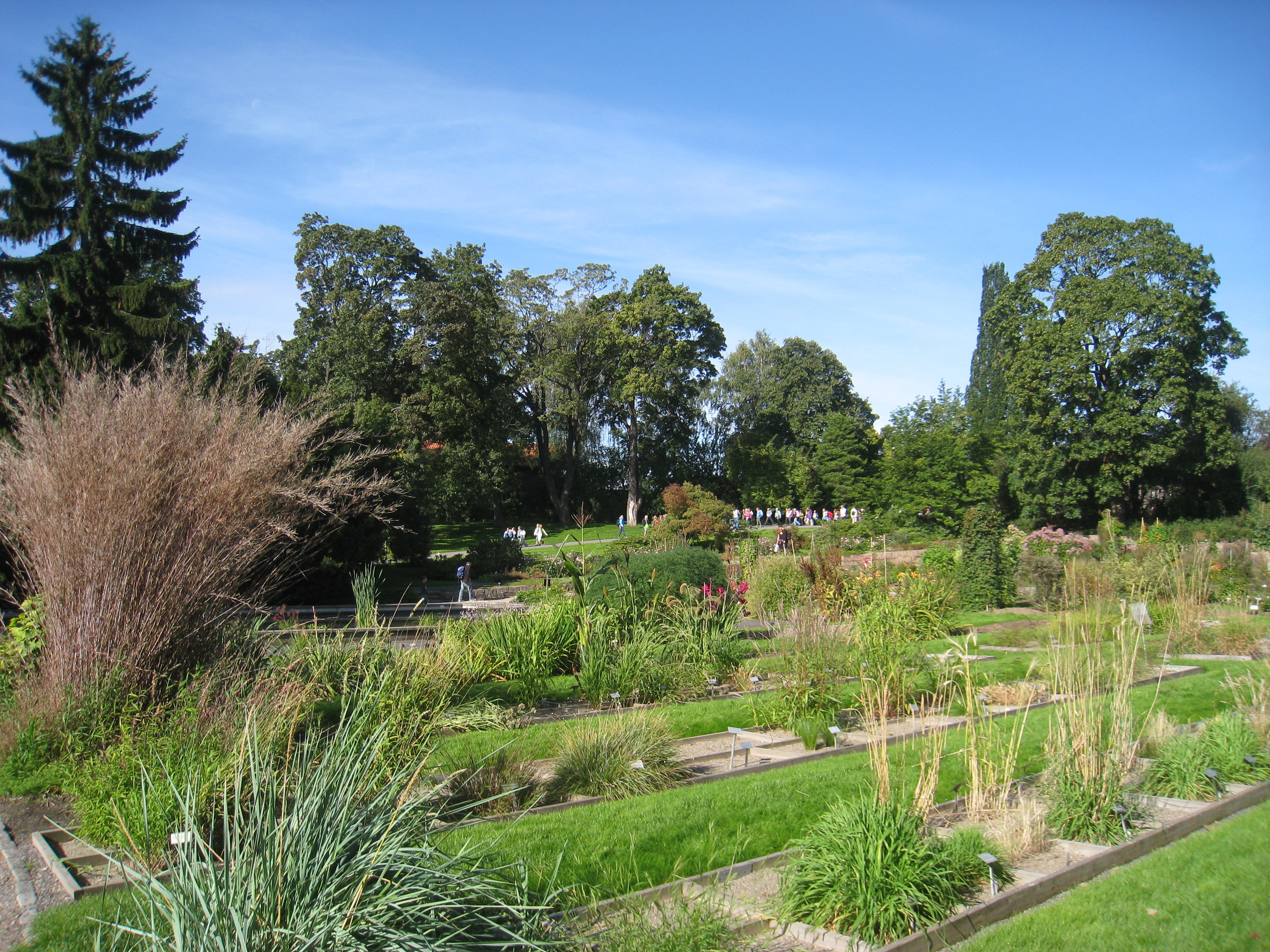
Herbetum : les graminées
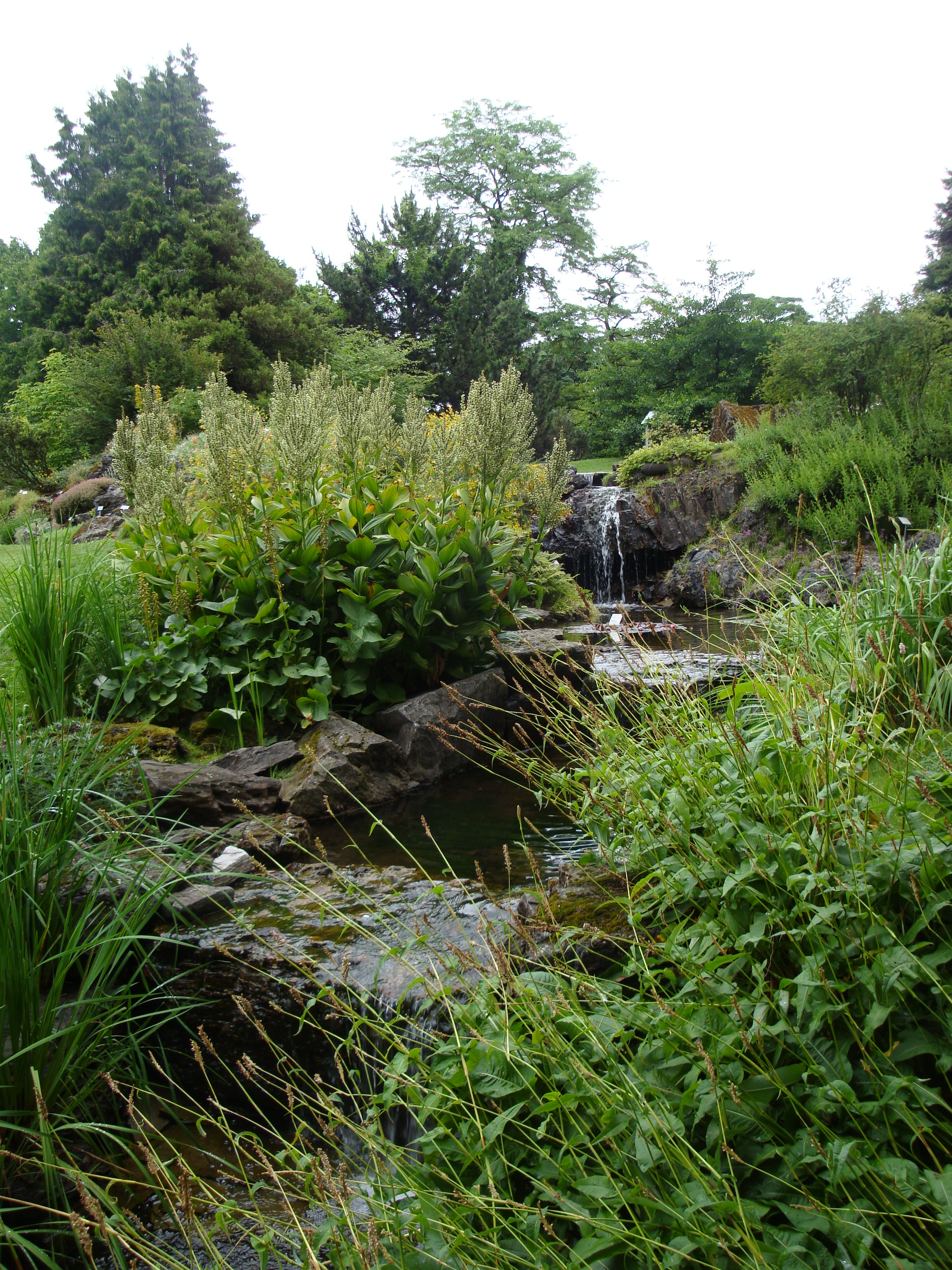
Le jardin alpin
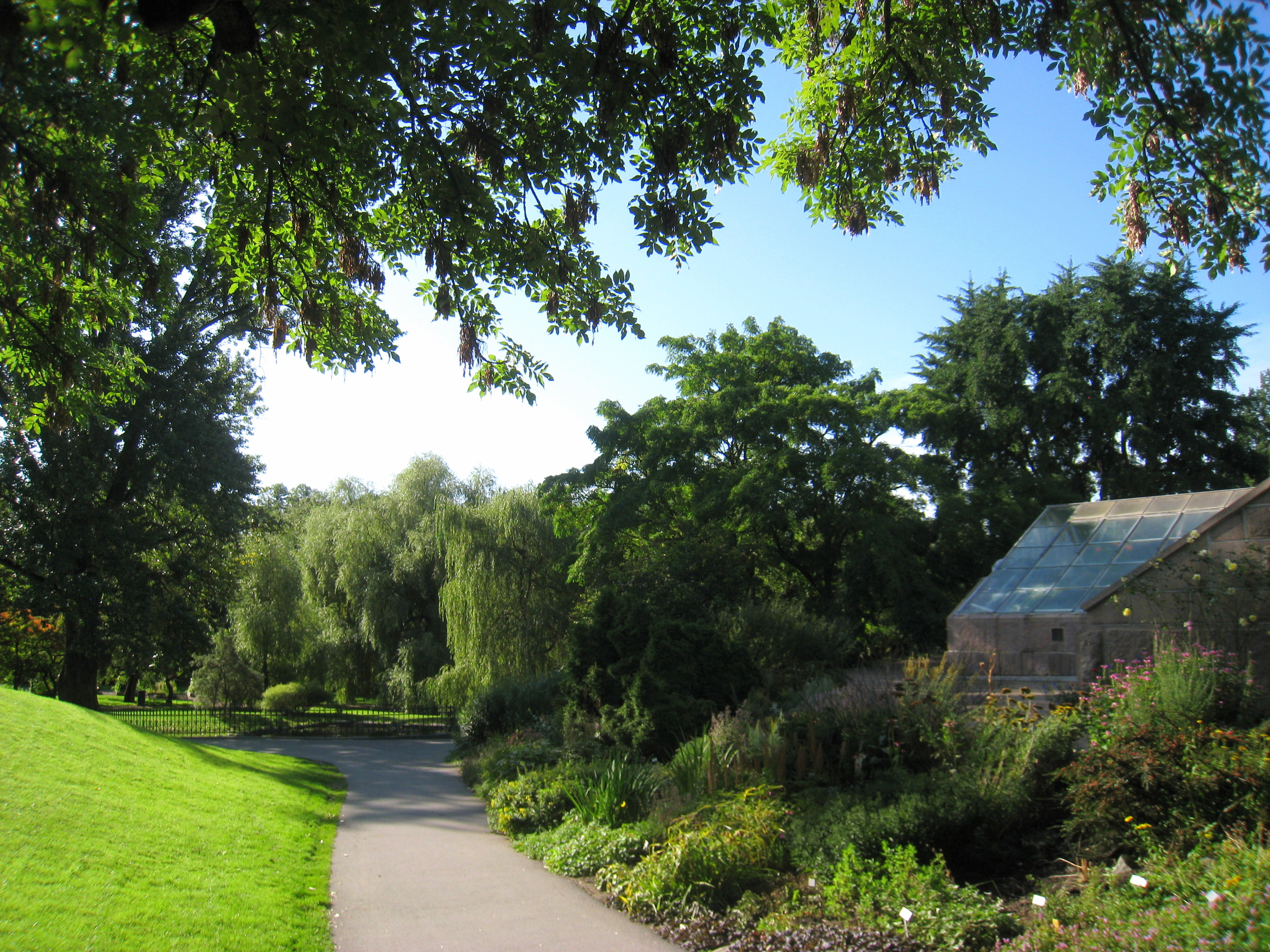
Les allées du jardin